# Український музей-архів у Клівленді
Украї́нський музе́й-архі́в у Клі́вленді, (США) заснований 1952 року Леонідом Бачинським, освіченою людиною з післявоєнних біженців-переселенців, з метою зберігання українських видань взагалі та публікацій про Україну.

## Мета створення, структура
УМА взяв на себе завдання збору і збереження предметів української історії і культури в добу, коли такі матеріали зумисно знищували в Совєтській Україні. Упродовж першої чверті століття свого існування УМА зібрав величезну колекцію, що містила багато рідкісних, навіть унікальних експонатів. Бібліотека УМА містить 9 000 книг і 2 400 назв періодики. Крім того, є архів, а також філателістичний, нумізматичний, мистецький, етнографічний і пластовий відділи. Крім ін., у видавництві Музею виходять «Бібліографічні показники укр. преси» (1966—1978, 6 випусків).
З 1977 року УМА міститься у власному будинку.
Голови — Леонід Бачинський (до 1977), Олександр Фединський (1977-1981), Степан Кікта (1981—1986), з 1986 року — директор Андрій Фединський.

## Історія УМА
Упродовж усього часу свого існування, УМА розташовувався в Тремонті, районі Клівленду, у якому в 1880-х роках поселились перші українці. Наприкінці 1970-х років і впродовж майже усіх 1980-х, УМА віддзеркалював жалюгідний стан району Тремонт. На початку 1990-х років, установа і район стали зазнавати оновлення і росту. Наприкінці 1980-х років американські українці в другому поколінні взяли на себе відповідальність за УМА, щоб підтримувати і покращувати колекцію. Розроблялися виставки і проводились часті заходи, як самостійні, так і в співпраці з сусідами. Значну роботу виконували добровольці. 1991 року, з розпадом Радянського Союзу і постанням незалежної України, колекція УМА стала привертати увагу інших установ, у тому числі Конгресової бібліотеки, Клівлендського музею природничої історії, Факультету слов'янознавства Огайського державного університету і Академії наук України. 1998 року, на прохання українського уряду УМА приготовив пробний проєкт, що став частиною Угоди між США й Україною з захисту і збереження культурної спадщини. У рамках двосторонньої угоди УМА, Університет штату Огайо і Університет штату Клівленд співпрацюють над навчальним курсом «Вступ до української історії й культури».

## Завдання УМА
Усі ці зміни доповнювалися постійним зростанням благоустрою Тремонту. На місцевому рівні УМА співпрацює з Tremont West Development Corporation, на рівні штату — з Ohio State University, на національному рівні — з Державним департаментом США і Конгресом США, і на міжнародному — з Академією наук України. Це вимагає від УМА прийняття подвійного навантаження для здійснення вкладу як у розвиток району Тремонт, що є домівкою УМА, так і в задоволення зацікавленості Україною, як культурним, науковим, і геополітичного чинником.
Український музей-архів ставить перед собою завдання збору і збереження літератури, записів, решток матеріальної культури й інших предметів, що висвітлюють українську історію і культуру, історію української еміграції до Америки та історію української громади у Клівленді.
Український музей-архів служить громаді через виставки, що показують багатство і глибину української культури, та участь у наукових дослідженнях й інформативних заходах.